# Evarts (Kentucky)
Evarts es una ciudad ubicada en el condado de Harlan en el estado estadounidense de Kentucky. En el Censo de 2010 tenía una población de 962 habitantes y una densidad poblacional de 928,58 personas por km².

## Geografía
Evarts se encuentra ubicada en las coordenadas 36°51′54″N 83°11′33″O / 36.86500, -83.19250. Según la Oficina del Censo de los Estados Unidos, Evarts tiene una superficie total de 1.04 km², de la cual 0.99 km² corresponden a tierra firme y (4%) 0.04 km² es agua.

## Demografía
Según el censo de 2010, había 962 personas residiendo en Evarts. La densidad de población era de 928,58 hab./km². De los 962 habitantes, Evarts estaba compuesto por el 94.28% blancos, el 3.01% eran afroamericanos, el 0.1% eran amerindios, el 0.1% eran asiáticos, el 0% eran isleños del Pacífico, el 0.73% eran de otras razas y el 1.77% pertenecían a dos o más razas. Del total de la población el 1.14% eran hispanos o latinos de cualquier raza.